# Massive Ordnance Penetrator
La GBU-57 MOP (Massive Ordnance Penetrator) è una bomba guidata anti-bunker sviluppata per la US Air Force, che, con un peso di 13 600 kg (30 000 libbre), è considerata quella con la più alta capacità di penetrazione. Analisti stimano che sia in grado di penetrare 18 m di cemento armato o 60 m di terreno.

## Storia

Schema della bomba

Nel 2002 Northrop Grumman Corporation e Lockheed Martin hanno lavorato allo sviluppo di una bomba penetrante da 13.600 kg chiamata "Big BLU", ma i progetti sono stati chiusi per problemi tecnici e di finanziamento. Nel 2003, a seguito dell'invasione dell'Iraq, l'analisi dei siti colpiti dalle bombe anti-bunker ha rivelato che le bombe penetranti in servizio a quel tempo non sempre erano in grado di distruggere completamente certe strutture piuttosto profonde. Nel 2003, è stato il rilanciato lo sviluppo di una pesante bomba anti-bunker e il avviato il progetto "Massive Ordnance Penetrator".
La USAF non aveva requisiti specifici per una bomba molto grande, ma disponeva di armi con grande capacità di penetrazione o armi esplosive raggruppate sotto il nome "Big BLU" e che includeva la GBU-43 (MOAB) Massive Ordnance. Il MOP era in fase di sviluppo nel dipartimento di munizioni dell'Air Force Research Laboratory, situato nella base aeronautica di Eglin, in Florida, mentre la progettazione e il collaudo vennero eseguiti da Boeing. La bomba era destinata all'uso da parte dei bombardieri B-2 e con un sistema di guida via GPS.
Il 19 settembre 2007, Northrop Grumman ha annunciato un contratto da 2,5 milioni di dollari per l'adattamento dei bombardieri stealth, permettendo quindi ad un numero sconosciuto dei 20 bombardieri statunitensi di trasportare due bombe MOP da 13,6 t.
Nell'ottobre 2019, 'USAF ha stipulato un contratto da 70 milioni di dollari per l'acquisto di bombe MOP.
Nella mattina del 22 giugno 2025, sono state sganciate, per la prima volta, GBU-57 MOP, su bunker di siti nucleari iraniani (quelli di Isfahan, Natanz e Fordow) utilizzando bombardieri B-2 Spirit.